# Kiril Petkov (lutteur)
Pour les articles homonymes, voir Kiril Petkov et Petkov.
Kiril Petkov est un lutteur bulgare né le 8 juin 1933 et mort le 22 janvier 2019. Il est spécialisé en lutte gréco-romaine.

## Palmarès

### Jeux olympiques
- Médaille d'argent dans la catégorie des moins de 78 kg en 1964 à Tokyo[2]

### Championnats du monde
- Médaille d'argent dans la catégorie des moins de 78 kg en 1965 à Tampere